# Park Kyung-Suk
Park Kyung-Suk es una deportista surcoreana que compitió en taekwondo. Ganó dos medallas en el Campeonato Mundial de Taekwondo, en los años 1993 y 1995.

## Palmarés internacional
| Campeonato Mundial | Campeonato Mundial          | Campeonato Mundial | Campeonato Mundial |
| Año                | Lugar                       | Medalla            | Categoría          |
| ------------------ | --------------------------- | ------------------ | ------------------ |
| 1993               | Nueva York (Estados Unidos) | Medalla de plata   | –60 kg             |
| 1995               | Manila (Filipinas)          | Medalla de oro     | –60 kg             |